# Druga slovenska nogometna liga 2008-2009
La Druga slovenska nogometna liga 2008-2009 (in lingua italiana: Secondo campionato calcistico sloveno 2008-2009), abbreviata in 2. SNL 2008-2009, fu la diciottesima edizione della seconda serie del campionato di calcio sloveno.

## Formula
Le 10 squadre partecipanti disputarono un turno di andata-ritorno-andata per un totale di 27 giornate, al termine delle quali:
- La prima classificata venne promossa in 1. SNL 2009-2010
- La seconda classificata disputò uno spareggio contro la penultima della 1. SNL 2008-2009
- Le ultime due classificate furono retrocesse in 3. SNL 2009-2010

### Avvenimenti
La presenza di Olimpia Lubiana e Mura 05 suscitò molto interesse fra i media e gli spettatori. A prevalere furono i primi grazie soprattutto a Miha Šporar, Amir Karić, Muamer Vugdalič, Mladen Rudonja e Miran Pavlin: questa fu la quarta promozione in quattro anni per il club nato dalle ceneri del vecchio Olimpija. Il lato negativo fu il boicottaggio da parte dei giocatori che non si presentarono a Kranj (20 maggio, penultima giornata) per protesta per i mancati pagamenti per quasi sei mesi. Questo costò ai biancoverdi lubianesi 2 punti di penalizzazione da scontare nella stagione successiva.
Il Bonifika si ritirò dopo la 19ª giornata (Mura-Bonifika 0-0, 5 aprile 2009), la Federcalcio slovena mantenne i risultati delle prime 18 gare.

## Squadre partecipanti
| Squadra           | Città           | Stadio                       | Stagione 2007-08 | Stagione 2007-08 |
| Squadra           | Città           | Stadio                       | Pos.             | Divisione        |
| ----------------- | --------------- | ---------------------------- | ---------------- | ---------------- |
| Livar             | Ivančna Gorica  | Stadion Ivančna Gorica       | 10°              | 1. SNL           |
| Bonifika Izola    | Isola d'Istria  | Mestni stadion               | 2°               | 2. SNL           |
| Bela Krajina      | Črnomelj        | Stadion Loka                 | 3°               | 2. SNL           |
| Aluminij          | Kidričevo       | Športni park Aluminij        | 4°               | 2. SNL           |
| Mura 05           | Murska Sobota   | Stadio Fazanerija            | 5°               | 2. SNL           |
| Posavje Krško     | Krško           | Stadion Matije Gubca         | 6°               | 2. SNL           |
| Zagorje           | Zagorje ob Savi | Mestni stadion               | 8º               | 2. SNL           |
| Triglav 2000      | Kranj           | Športni Center Stanko Mlakar | 9°               | 2. SNL           |
| Olimpija          | Lubiana         | Stadio Bežigrad              | 1°               | 3. SNL Ovest     |
| Mladi upi Šentjur | Šentjur         | Športni park Šentjur         | 1°               | 3. SNL Est       |

## Classifica
|                  | Pos. | Squadra         | Pt | G  | V  | N | P  | GF | GS | DR  |
| ---------------- | ---- | --------------- | -- | -- | -- | - | -- | -- | -- | --- |
|                  | 1.   | Olimpia Lubiana | 56 | 26 | 17 | 5 | 4  | 69 | 25 | +44 |
|                  | 2.   | Aluminij        | 49 | 26 | 15 | 4 | 7  | 64 | 40 | +24 |
|                  | 3.   | Triglav         | 43 | 26 | 12 | 7 | 7  | 46 | 42 | +4  |
|                  | 4.   | Mura 05         | 36 | 26 | 9  | 9 | 8  | 56 | 49 | +7  |
|                  | 5.   | Šentjur         | 35 | 26 | 9  | 8 | 9  | 38 | 47 | −9  |
|                  | 6.   | Krško           | 33 | 26 | 9  | 9 | 9  | 40 | 47 | −7  |
|                  | 7.   | Bela Krajina    | 31 | 26 | 8  | 7 | 11 | 34 | 40 | −6  |
|                  | 8.   | Livar           | 30 | 26 | 7  | 9 | 10 | 34 | 40 | −6  |
|                  | 9.   | Bonifika        | 18 | 18 | 5  | 3 | 10 | 32 | 30 | +2  |
|                  | 10.  | Zagorje         | 13 | 26 | 2  | 7 | 17 | 17 | 71 | −54 |
| Fonte: rsssf.org |      |                 |    |    |    |   |    |    |    |     |

Legenda:
      Promosso in 1. SNL 2009-2010.
  Partecipa agli spareggi.
      Retrocesso in 3. SNL 2009-2010.
      Escluso dal campionato.
Regolamento:
Tre punti a vittoria, uno a pareggio, zero a sconfitta.
In caso di arrivo di due o più squadre a pari punti, la graduatoria viene stilata secondo la classifica avulsa tra le squadre interessate (= scontri diretti).

### Spareggio
L'Aluminij incontrò il Drava Ptuj, penultimo in 1. SNL 2008-2009, con gare di andata e ritorno, per un posto in 1. SNL 2009-2010.
| Squadra 1 | Totale | Squadra 2  | Andata     | Ritorno    |
| --------- | ------ | ---------- | ---------- | ---------- |
|           |        |            | 31.05.2009 | 07.06.2009 |
| Aluminij  | 3 – 9  | Drava Ptuj | 3 – 2      | 0 – 7      |